# EcoBici

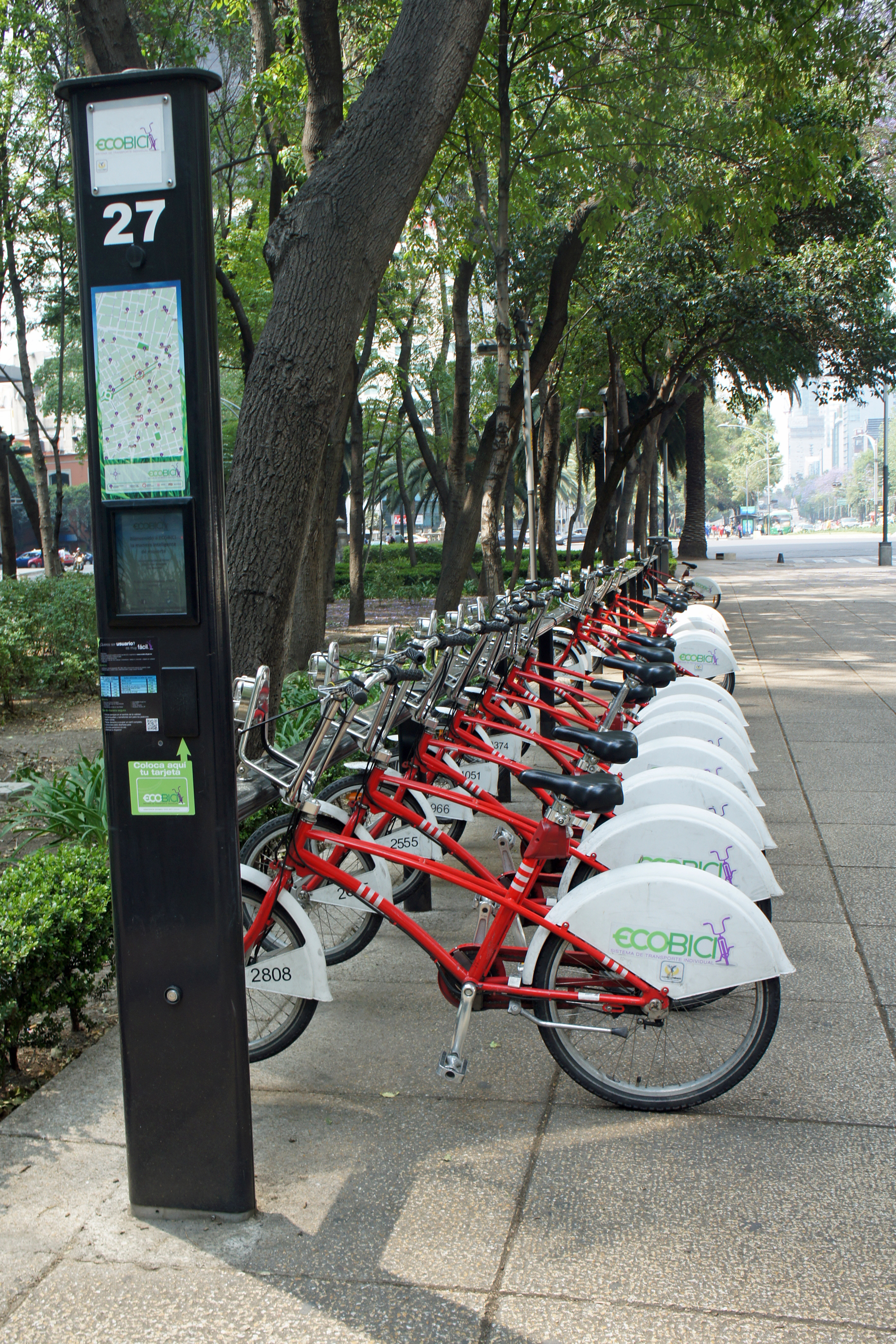
改革大道上的租車站

EcoBici是由墨西哥城政府于2010年2月推出的公共自行车系统，现为墨西哥城公共交通体系的一部分。截至2021年1月，该系统共有480个桩位，总计投放6,800辆传统自行车及电动助力自行车，覆盖墨西哥城库奥赫特莫克、米格尔·伊达尔戈及贝尼托·华雷斯3个区内的55个街区。